# Super-Kamiokande

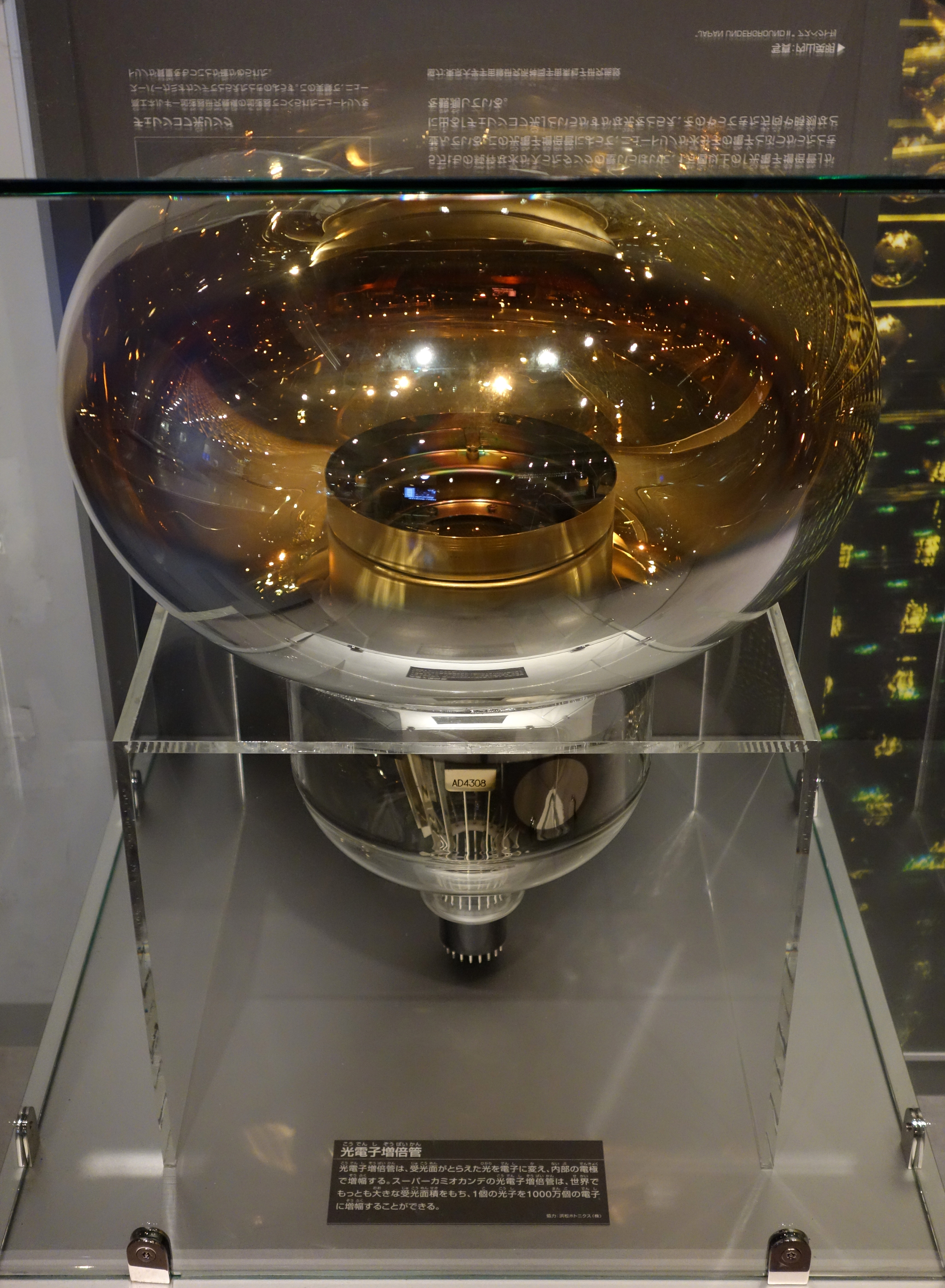
Photomultiplier, National Museum of Nature and Science, Tokyo

Super-Kamiokande (auch: Super-K) ist ein 1996 in Betrieb gegangener Neutrinodetektor nahe der japanischen Gemeinde Kamioka (heute Hida) und der Nachfolger des Detektors Kamiokande. Wie bei seinem Vorgänger hofft man, neben der Beobachtung von Neutrinos den Protonenzerfall zu beobachten. 1998 lieferten unter anderem Daten von Super-Kamiokande Hinweise auf die Neutrinooszillation. Außerdem ist der Detektor Teil des Supernova Early Warning Systems.
Der Detektor von Super-Kamiokande besteht aus einem Tank, der mit 50.000 Tonnen hochreinem Wasser gefüllt ist. In diesem Tank befinden sich 11.200 Photomultiplier des japanischen Herstellers Hamamatsu Photonics, welche die Tscherenkow-Strahlung von freien Elektronen und Myonen registrieren, die durch Wechselwirkung der Neutrinos mit den Wassermolekülen entstehen. Die Anlage befindet sich etwa 1000 Meter unter der Erdoberfläche, um die kosmische Strahlung abzuschirmen. Der Tank ist geteilt, im Zentrum befinden sich 32.000 Tonnen Wasser, 18.000 Tonnen befinden sich in einer Hülle um das Zentrum. Diese Hülle schirmt Radioaktivität aus dem umliegenden Gestein ab und hilft, Myonen aus der kosmischen Strahlung von Elektronen zu unterscheiden: Myonen können die Wand zwischen innerem und äußerem Tank durchdringen und werden so innen und außen beobachtet. Elektronen dagegen können die Wand im Allgemeinen nicht durchdringen. Daher ist die Wahrscheinlichkeit sehr groß, dass es sich um ein Elektron handelt, welches erst im Tank erzeugt wurde, wenn Tscherenkow-Strahlung nur innen registriert wird.
Im November 2001 sind in einer Kettenreaktion einige tausend Photomultiplier implodiert. Der Schaden wurde danach vorerst provisorisch und 2006 komplett behoben, und Maßnahmen zur Vermeidung zukünftiger Photomultiplier-Ausfälle ergriffen.
Die Entwicklung begann Anfang der 1990er Jahre nach dem Erfolg von Kamiokande. Beteiligt waren auch US-Wissenschaftler (unter anderem mit Teilen des ausgelaufenen Irvine-Michigan-Brookhaven-Experiments).
Sprecher der Kollaboration und Direktor des Kamioka Observatoriums ist Yōichirō Suzuki. Leitender Wissenschaftler beim Nachweis der Neutrinooszillationen war Yōji Totsuka.
Die Kollaboration erhielt 1999 den Asahi-Preis. 

## Hyper-Kamiokande
Im Jahr 2011 wurden Pläne für einen Nachfolger des Super-Kamiokande namens Hyper-Kamiokande veröffentlicht. Im Sommer 2017 wurde das Hyper-Kamiokande Experiment in die MEXT Roadmap der japanischen Regierung aufgenommen. Erste Experimente sind für das Jahr 2026  vorgesehen.